# Брандедж (Техас)
Брандедж (англ. Brundage) — переписна місцевість (CDP) в США, в окрузі Дімміт штату Техас. Населення — 12 осіб (2020).

## Географія
Брандедж розташований за координатами 28°34′26″ пн. ш. 99°40′12″ зх. д. / 28.57389° пн. ш. 99.67000° зх. д. (28.573965, -99.670131).  За даними Бюро перепису населення США в 2010 році переписна місцевість мала площу 1,58 км², уся площа — суходіл.

## Демографія
Згідно з переписом 2010 року, у переписній місцевості мешкало 27 осіб у 10 домогосподарствах у складі 7 родин. Густота населення становила 17 осіб/км².  Було 14 помешкання (9/км²).
Расовий склад населення:
| - 100,0 % — білих |

До двох чи більше рас належало 0,0 %. Частка іспаномовних становила 25,9 % від усіх жителів.
За віковим діапазоном населення розподілялося таким чином: 11,1 % — особи молодші 18 років, 74,1 % — особи у віці 18—64 років, 14,8 % — особи у віці 65 років та старші. Медіана віку мешканця становила 49,5 року. На 100 осіб жіночої статі у переписній місцевості припадало 200,0 чоловіків;  на 100 жінок у віці від 18 років та старших — 200,0 чоловіків також старших 18 років.
Цивільне працевлаштоване населення становило 0 осіб. 